# أو.كي. جون
أو.كي. جون (بالإنجليزية: Onorionde Kughegbe)‏ هو لاعب كرة قدم نيجيري في مركز الدفاع، ولد في 22 يوليو 1983 في نيجيريا. لعب مع برسيجا جاكارتا.

## وصلات خارجية
- أو.كي. جون على موقع Soccerway.com (الإنجليزية)